# Берсеневка
Берсе́невка — историческая местность в Москве, занимает западную часть острова, образованного Москвой-рекой и Водоотводным каналом, с северо-востока ограничена улицей Серафимовича. П. В. Сытин определяет Берсеневку как «местность между Москвой-рекой и водоотводным каналом от начала последнего до улицы Серафимовича».
В настоящее время название сохраняется в наименовании Берсеневской набережной и Берсеневского переулка.

## Название
Существуют две версии происхождения названия «Берсеневка»:
- от старинного берсень (крыжовник);
- от существовавшей в XVI веке берсеневой решётки, поставленной думным дворянином И. Н. Берсень-Беклемишевым и перегораживавшей улицу от «лихих людей»; так, Никольская церковь в записях 1625 года именовалась «Великий чудотворец Мыкола за Берсеневою решеткой»[1].

## История
Берсеневка ведет своё начало от придворных садов, посаженных в конце XV века напротив Кремля, — здесь обосновалась Верхняя садовая слобода, или Верхние Садовники (Средние и Нижние Садовники располагались к западу и востоку от Балчуга — на месте нынешних Болота и Садовников, соответственно).
В 1657 году думный дьяк Аверкий Кириллов, заведовавший садами, поставил на Берсеневке существующие каменные палаты; тогда же была перестроена Никольская церковь. Дом Кириллова в XVIII—XIX веках принадлежал казне, и в нём размещался сенатский архив, а позже — общежитие сенатских курьеров. C 1880-х годов домом распоряжалось Московское археологическое общество. В XX веке здесь находились Центральные реставрационные мастерские, НИИ музееведения, НИИ культуры, в настоящее время — Российский институт культурологии.
В 1692 году был построен Всехсвятский каменный мост через Москву-реку, соединивший Всехсвятскую улицу (ныне — улица Серафимовича) с Пречистенской и Кремлёвской набережными и Боровицкой площадью. В 1859 году он был разобран, а на его месте был построен трёхпролётный Большой Каменный мост — первый металлический мост в Москве. Вскоре рядом с ним был выстроен Каменномостский казённый питейный двор (позже Винно-соляной двор) — склад, с которого отпускали монопольную водку в московские кабаки. В 1880 году был построен Малый Каменный мост через Водоотводный канал, являвшийся продолжением Большого Каменного моста и соединявший Всехсвятскую улицу с Большой Полянкой. В 1938 году оба моста были заменены на современные Большой и Малый Каменный мост.
В 1836 году на Москве-реке между Берсеневской и Пречистенской набережными сооружена Бабьегородская плотина (разобрана в 1937 году).
В 1885 году на Берсеневке построены корпуса кондитерской фабрики «Эйнемъ» (ныне — кондитерская фабрика «Красный Октябрь»). В настоящее время производство выведено за пределы исторического центра Москвы, в корпусах на Берсеневской набережной остался только музей и цеха по производству шоколада ручной работы.
В 1928—1931 годы по проекту Бориса Иофана построен Дом на набережной — крупнейшее сооружение Берсеневки. Он занимает целый квартал, примыкающий к улице Серафимовича.
В 1997 году на искусственном острове, насыпанном у юго-западной оконечности Берсеневки, был воздвигнут памятник «В ознаменование 300-летия российского флота».
В 2004 году Берсеневскую и Пречистенскую набережные связал пешеходный Патриарший мост, оканчивающийся у Храма Христа Спасителя. В 2007 году мост был продлен через Водоотводный канал к Якиманской набережной и Большой Якиманке.

## Примечательные здания и сооружения
- Дом на набережной, в том числе:
  - кинотеатр «Ударник»;
  - Московский государственный театр эстрады;
- палаты Аверкия Кириллова;
- церковь Николая Чудотворца на Берсеневке;
- памятник «В ознаменование 300-летия российского флота».

## Транспорт
Движение автотранспорта на территории Берсеневки ограничено. По Берсеневке не проходят маршруты общественного транспорта, по её северо-восточной границе (улица Серафимовича) проходят автобусы м1, м9, е10, 297, с920, н11.
Ближайшие станции метро —  Боровицкая,  Полянка,  Кропоткинская.
На Берсеневской набережной расположен причал для теплоходов «Театр Эстрады (Большой Каменный мост)».